# Per le vie di Parigi
Per le vie di Parigi (Quatorze juillet) è un film del 1933, scritto e diretto da René Clair.

## Riconoscimenti
Nel 1933 è stato indicato tra i migliori film stranieri dell'anno dal National Board of Review of Motion Pictures.

## Trama
Anna, fioraia, e Jean, autista di taxi, durante il ballo del 14 luglio a Parigi si innamorano. Poi si perdono di vista: Jean si lascia irretire da Pola, una donna venuta da fuori, diventa un ladro e va a rubare nel locale dove Anna, che nel frattempo ha perso il lavoro e la madre, ha trovato impiego. Dopo varie peripezie, l'amore vince e lei, grazie ai soldi regalati da un miliardario, ricompra il carretto di fiori.

## Produzione
Con lo stesso gruppo di collaboratori con cui lavora affiatato in questi anni, Clair riprende il modello della commedia romantica e musicale già sperimentata con successo in Sous les toits de Paris.

## Critica
- Nöel Herpe: "Dopo tutto, l'ultimo capolavoro di questo periodo (e forse il suo capolavoro assoluto) è Per le vie di Parigi, evocazione-minimalista d'una Parigi-paradiso-perduto nel quale Clair distilla con estremo rigore la visione d'un mondo sepolto".[1]
- Per il Dizionario Mereghetti, è «...una piccola storia della Parigi proletaria, tra il feuilleton e Chaplin», un film «quanto mai convenzionale e cartolinesco nella messinscena, ma non per questo meno intriso di poesia».[2]
- Per il Dizionario Morandini è una «commedia tenera, graziosa e leziosa».[3]

## Parigi
In questo film che rappresenta l'ideale continuazione di Sotto i tetti di Parigi, la Parigi di Clair è "uno scenario da fiaba", uno spazio interamente ricostruito in studio da Lazare Meerson, ridotto a quattro strade bagnate dalla pioggia, su cui corrono persone e automobili, a due caffè e una sala da ballo, a un negozio elegante e a una modesta bottega. I versi di una delle chanson de rue che si possono ascoltare nel corso della vicenda sintetizzano la poesia della città: «A Paris, dans chaque faubourg / Le soleil de chaque journée / Fait en quelques destinées / Eclore un rêve d'amour». L'amore è il punto fermo di questo universo.